# Lagoinha (São Paulo)
Lagoinha é um município brasileiro do estado de São Paulo, na Região Imediata de Taubaté-Pindamonhangaba. Sua população estimada em 2019 era de 4 896 habitantes, distribuídos por uma área de 255,472 km², resultando em uma densidade demográfica é de 19,16 hab/km².

## História
Em função da localização, do clima e à qualidade da terra, o Vale do Paraíba foi, no século XIX, uma das principais áreas brasileiras produtoras de café, principal produto econômico do país à época. Durante o ciclo do café, estradas eram abertas onde antes existiam apenas trilhas e por elas transitavam os tropeiros, que levavam o café das regiões produtoras para os portos de Ubatuba, Caraguatatuba e Paraty. 
O percurso médio que as mulas dos tropeiros percorriam em um dia era em torno de 25 km, então havia a necessidade de paradas para o descanso dos tropeiros, assim surgindo pontos de descanso para os tropeiros. Um destes pontos de pouso era um rancho que estava localizado nas terras do município. Este rancho estava localizado nas margens de uma pequena lagoa, daí o nome da cidade.
Em 20 de julho de 1863, Joaquim Antônio Ribeiro e sua esposa Justina Maria da Conceição, Antônio Alves da Silva e sua esposa Ana Clara de Jesus, Francisco Antônio Ribeiro, Delfina Isabel de Oliveira e Balbina Maria da Conceição, vindos de Ubatuba, descendentes de ibéricos e indígenas e apelidados de "Antocas", doaram um terreno próximo ao pouso de tropa, no qual foi erigido uma capela cujo orago era Nossa Senhora da Conceição. Ao redor da mesma, foram surgindo algumas casas, assim originando o povoado de Lagoinha.
Para a oficialização da capela e a visita periódica da mesma por padres e missionários, conforme as exigências do Código de Direito Canônico, os Antocas, bastante católicos, doam quase todas as terras ao redor da capela para a Cúria diocesana de Taubaté, exceto alguns lotes, que ficaram para si e seus compadres.
A Lei n° 22, de 26 de março de 1866, eleva o povoado à categoria de freguesia, com o topônimo de Nossa Senhora da Conceição de Lagoinha, sendo subordinada ao município de São Luiz do Paraitinga.
Surge o período de maior crescimento urbano da região na época do café.
A Lei n° 128, de 25 de abril de 1880, elevou a freguesia à categoria de vila, mantendo o topônimo, se desmembrando de São Luiz do Paraitinga.
Em 19 de fevereiro de 1900, através da Lei n° 38, a Vila de Nossa Senhora da Conceição de Lagoinha recebe o título de cidade, tendo seu topônimo simplificado para Lagoinha.
Com o fim do ciclo do café, em meados do século XX, a economia do município passou a ser baseada na agricultura e pecuária, preservando várias características deste tempo, como a festa do Divino Espírito Santo.
Devido ao atraso econômico e à baixa população, o Decreto-Lei n° 6448, de 21 de maio de 1934, rebaixa o município à categoria de distrito, sendo anexado ao município de Cunha. 
Como era difícil a comunicação entre a sede municipal de Cunha e o distrito de Lagoinha, por causa das longas distâncias e estradas precárias, um grupo de moradores do distrito, liderados pelo comerciante Pedro Alves Ferreira, organizaram um plebiscito para que o distrito voltasse a pertencer a São Luís do Paraitinga, o que conseguiram por meio do Decreto-lei n° 14.334, de 30 de novembro de 1944.
O Decreto-Lei n° 34334, de 23 de dezembro de 1953, eleva o distrito de Lagoinha à categoria de município, se desmembrando de São Luiz do Paraitinga. O primeiro prefeito do município, eleito pelo povo em 3 de outubro de 1954, foi Pedro Alves Ferreira.
A energia elétrica em Lagoinha, que teve como marco inicial a inauguração de uma usina hidrelétrica inaugurada em dezembro de 1942 para gerar energia para iluminar os arredores da Matriz, ganhou, em 31 de agosto de 1957, uma usina termoelétrica, doada pelo então Governador de São Paulo Jânio Quadros, gerando energia elétrica para toda a sede municipal.
Em 27 de Maio de 1975, a CESP traz a Lagoinha o fornecimento regular de energia elétrica, trazendo energia elétrica para a sede municipal e inúmeros bairros do município. 
A população lagoinhense tem diminuído nas últimas décadas, pois muitos lagoinhenses têm deixado a cidade à procura de melhor qualidade de vida e oportunidades de emprego.

## Geografia

### Localização
Localiza-se a uma latitude 23º05'26" sul e a uma longitude 45º11'25" oeste, estando a uma altitude de 913 metros. Lagoinha está localizada numa região montanhosa do Alto Vale do Paraíba, entre a Serra do Quebra-Cangalha e a Serra do Mar. A cidade está distante 190 km de São Paulo, capital do estado. 

### Limites
Os municípios limítrofes são Aparecida e Guaratinguetá a norte, Cunha a leste, São Luiz do Paraitinga a sul, Taubaté a oeste e Roseira a noroeste.

### Clima
O clima de Lagoinha é um Temperado Marítimo, tipo Cfb. Apesar de o índice pluviométrico cair bastante entre o verão e o inverno, a umidade e a precipitação no mês mais seco, junho, está em torno de 60 mm. Enquanto em São Paulo a precipitação decai a 44 mm em julho, em Lagoinha a precipitação ascende e chega até 63,6 mm no mesmo mês. A temperatura média máxima no mês mais quente(Fevereiro) é de 24,6 °C e a média mínima no mês mais quente é de 17°C. Tem uma temperatura média de 20,8°C no mês mais quente(fevereiro) e de 13,6°C no mês mais frio(Julho).
De acordo com as características climáticas para a cidade de Lagoinha, o clima da mesma tem precipitações acima dos 42 mm de chuva para mês mais seco do ano, junho, o que determina a letra "f" para o regime de chuvas da Classificação climática de Köppen-Geiger, Possui 20,8°C de temperatura no mês mais quente do verão, média abaixo de 22 °C para o mês mais quente do ano, o que determina a letra "b" para o radical climático, determinando então que esta estação possui verões temperados e não subtropicais úmidos e quentes como ocorre na capital São Paulo.
O clima de Lagoinha é classificado como do tipo oceânico (Cfb), chamado também de temperado marítimo ou mesmo subtropical.

### Hidrografia
Seu território é cortado pelo Rio Paraitinga, principal afluente do Rio Paraíba do Sul. As águas do Rio Paraitinga oferecem a pesca como lazer aos habitantes locais. Nos primeiros dias de janeiro de 2010, a bacia hidrográfica sofreu com forte inundação.

### Rodovias
- Rodovia Oswaldo Cruz
- Rodovia Nelson Ferreira Pinto
- Rodovia João Martins Corrêa

## Demografia
Dados do Censo - 2010
População total: 4 841
Taxa de urbanização: 64,82%
Expectativa de vida: 72,8 anos

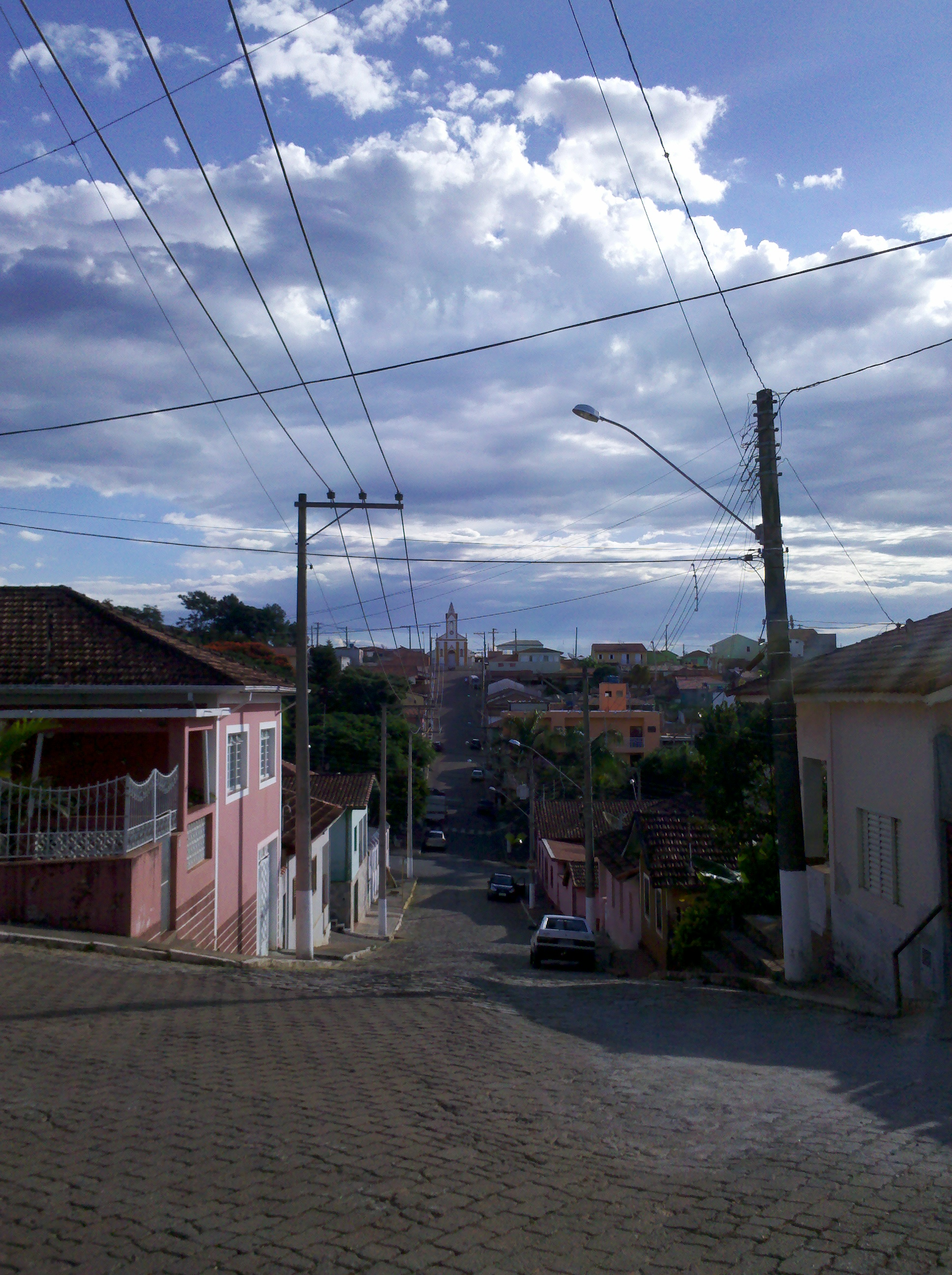
Lagoinha vista de uma das suas ruas.

Densidade demográfica: 18,95 hab./km²
Taxa de analfabetismo (população de 15 anos ou mais de idade): 10,5%
Índice de Desenvolvimento Humano (IDH-M): 0,693
- IDH-M Renda: 0,686
- IDH-M Longevidade: 0,797
- IDH-M Educação: 0,609

## Economia
A economia lagoinhense é baseada na agropecuária, sendo a agricultura praticada em um relevo acidentado, com solos não tão férteis. O setor secundário é quase inexistente no município, sendo o município mais um exportador de matérias-primas para indústrias. O Setor terciário também é uma importante fonte econômica do município.

## Infraestrutura

### Comunicações
O sistema de telefones automáticos foi inaugurado na cidade em 1982 pela Telecomunicações de São Paulo (TELESP), que também implantou o sistema de discagem direta à distância (DDD) em 1987 com o código de área (0122). Anteriormente a cidade era atendida pela Companhia de Telecomunicações do Estado de São Paulo (COTESP).
Na década de 90 o código DDD da cidade foi alterado para (012), para padronização do sistema telefônico com a telefonia celular que estava sendo implantada em todo o estado.

## Cultura e lazer
- A Cachoeira Grande, principal local de lazer da população, foi cenário de vários filmes de Mazzaropi e de propagandas comerciais.
- A cidade também possui uma belíssima fanfarra chamada de Fapach (Fanfarra Padre Chico), campeã em várias cidades brasileiras, além de uma belíssima banda denominada Corporação Musical São Benedito (CMSB), a qual sempre embeleza as festas da própria cidade e das cidades vizinhas, já tendo inclusive apresentado para a  Rede Vanguarda e sido destaque em apresentações como em São Paulo, na Assembleia Legislativa.

## Religião
O Cristianismo se faz presente na cidade da seguinte forma:

### Igreja Católica
- A igreja faz parte da Arquidiocese de Aparecida.[11]

### Igrejas Evangélicas
Entre as igrejas protestantes históricas, pentecostais e neopentecostais, encontram-se na cidade:
- Assembleia de Deus Ministério do Belém.[14][15]
- Congregação Cristã no Brasil.[16]